# Carrizal, San Pedro Quiatoni
Carrizal är en ort i Mexiko.   Den ligger i kommunen San Pedro Quiatoni och delstaten Oaxaca, i den sydöstra delen av landet, 400 km sydost om huvudstaden Mexico City. Carrizal ligger 1 251 meter över havet och antalet invånare är 143.
Terrängen runt Carrizal är kuperad österut, men västerut är den bergig. Runt Carrizal är det glesbefolkat, med 11 invånare per kvadratkilometer. Närmaste större samhälle är San Juan Juquila, 15,6 km nordost om Carrizal. I omgivningarna runt Carrizal växer huvudsakligen savannskog.